# Slana (Petrinya)
Slana falu Horvátországban, Sziszek-Monoszló megyében. Közigazgatásilag Petrinyához tartozik.

## Fekvése
Sziszek városától légvonalban 19, közúton 23 km-re délnyugatra, községközpontjától légvonalban 11, közúton 19 km-re nyugatra, a Báni végvidék középső részén, a Kulpa jobb partjának közelében, a Slana-patak forrásvidékén fekszik.

## Története
1210-ben egy oklevél helymeghatározása „ad montem ad salicen iuxta vian, qua tendit ad riv Lescoues” alakban említi ezt a helyet. A térséget a 16. század második felében megszállta a török és a 17. század közepéig török uralom alatt állt. A felszabadító harcokban a keresztény seregek kiűzték a térségből a törököt és a török határ a század végére az Una folyóhoz került vissza. Ezzel párhuzamosan a Turopolje, a Szávamente, a Kulpamente vidékéről és a Banovina más részeiről horvát katolikus, majd a 18. században több hullámban Közép-Boszniából, főként a Kozara-hegység területéről és a Sana-medencéből pravoszláv szerb családok települtek le itt. Az újonnan érkezettek szabadságjogokat kaptak, de ennek fejében határőr szolgálattal tartoztak. El kellett látniuk a várak, őrhelyek őrzését és részt kellett venniük a hadjáratokban. 1696-ban a szábor a bánt tette meg a Kulpa és az Una közötti határvédő erők parancsnokává, melyet hosszas huzavona után 1704-ben a bécsi udvar is elfogadott. Ezzel létrejött a Báni végvidék (horvátul Banovina), mely katonai határőrvidék része lett. 1745-ben megalakult a Petrinya központú második báni ezred, melynek fennhatósága alá ez a vidék is tartozott. A falu 1774-ben az első katonai felmérés térképén „Dorf Szlana” néven szerepel.
A katonai határőrvidék megszűnése után Zágráb vármegye Petrinyai járásának része volt. 1857-ben 424, 1910-ben 692 lakosa volt. A 20. század első éveiben a kilátástalan gazdasági helyzet miatt sokan vándoroltak ki a tengerentúlra. 1918-ban az új szerb-horvát-szlovén állam, majd később Jugoszlávia része lett. A második világháború idején a Független Horvát Állam része volt. A háború után a béke időszaka köszöntött a településre. Enyhült a szegénység és sok ember talált munkát a közeli városokban. A délszláv háború előestéjén lakosságának 71%-a horvát, 21%-a szerb nemzetiségű volt. A falu 1991. június 25-én a független Horvátország része lett, de néhány hónap múltán október 10-én megszállták a szerb erők és felgyújtották házait. Október 22-én a horvát erők ellentámadása felszabadította a települést, de még a következő hónapokban is súlyos harcok folytak a térségben, mely 1992 januárjában szabadult fel végleg. A háború folyamán a továbbiakban itt, a falu közelében délkeletre és a Kulpánál húzódott a Krajinai Szerb Köztársaság határa. Lakossága nagyrészt elmenekült és csak a háború után tért vissza. 2011-ben 92 lakosa volt.

## Népesség
| Lakosság változása | Lakosság változása | Lakosság változása | Lakosság változása | Lakosság változása | Lakosság változása | Lakosság változása | Lakosság változása | Lakosság változása | Lakosság változása | Lakosság változása | Lakosság változása | Lakosság változása | Lakosság változása | Lakosság változása | Lakosság változása |
| ------------------ | ------------------ | ------------------ | ------------------ | ------------------ | ------------------ | ------------------ | ------------------ | ------------------ | ------------------ | ------------------ | ------------------ | ------------------ | ------------------ | ------------------ | ------------------ |
| 1857               | 1869               | 1880               | 1890               | 1900               | 1910               | 1921               | 1931               | 1948               | 1953               | 1961               | 1971               | 1981               | 1991               | 2001               | 2011               |
| 424                | 613                | 588                | 704                | 787                | 692                | 592                | 608                | 530                | 513                | 481                | 383                | 331                | 276                | 130                | 92                 |

## Nevezetességei
- Alexandriai Szent Katalin tiszteletére szentelt római katolikus temetőkápolnája a glinska poljanai egykori Urunk mennybemenetele pravoszláv templom feletti magaslaton áll. A kápolna a 19. században épült. A délszláv háború harcaiban a horvát erők támaszpontként használták, ezért súlyos károkat szenvedett. A háború után újjáépítették.
- A Szent Megváltó tiszteletére szentelt pravoszláv templomának maradványai.
- A II. világháború hőseinek emlékművét 1961-ben avatták fel.